# Aniela Korzon
Aniela Ludwika Korzon (ur. 1932, zm. w 18 lipca 2025) – polska pedagog, dr hab. nauk humanistycznych, profesor nadzwyczajny Instytutu Pedagogiki Specjalnej Wydziału Nauk Pedagogicznych Dolnośląskiej Szkoły Wyższej.

## Życiorys
W 1981 obroniła pracę doktorską w Wyższej Szkole Pedagogicznej w Krakowie, 25 maja 1998 habilitowała się na podstawie pracy zatytułowanej Totalna komunikacja jako podejście wspomagające rozwój zdolności językowych uczniów głuchych. 18 kwietnia 2013 nadano jej tytuł profesora w zakresie nauk humanistycznych. Objęła funkcję profesora w Instytucie Pedagogiki Specjalnej na Wydziale Nauk Pedagogicznych Dolnośląskiej Szkole Wyższej Edukacji Towarzystwa Wiedzy Powszechnej we Wrocławiu, w Katedrze Pedagogiki Górnośląskiej Wyższej Szkole Pedagogicznej im. Kardynała Augusta Hlonda w Mysłowicach oraz w Katedrze Pedagogiki Specjalnej na Wydziale Pedagogicznym Akademii Pedagogicznej im. Komisji Edukacji Narodowej w Krakowie.
Piastowała stanowisko profesora nadzwyczajnego Instytutu Pedagogiki Specjalnej Wydziału Nauk Pedagogicznych Dolnośląskiej Szkoły Wyższej.

## Otrzymała następujące odznaczenia[4]
- Złoty Krzyż Zasługi (1976)
- Złota Odznaka Polskiego Związku Głuchych (1983)
- Złota Odznaka ZNP (1980)
- Krzyż Kawalerski Orderu Odrodzenia Polski (1983)
- Medal Komisji Edukacji Narodowej (1991)
- Medal Uniwersytetu Pedagogicznego im. KEN w Krakowie (2011)